# بروس فیرچایلد بارتون
بروس فیرچایلد بارتون (Bruce Fairchild Barton) (زادهٔ ۵ اوت ۱۸۸۶ – درگذشتهٔ ۵ ژوئیه ۱۹۶۷)، نویسنده، مدیر عامل تبلیغاتی و سیاستمدار جمهوری‌خواه اهل ایالات متحده بود. وی از ۱۹۳۷ تا ۱۹۴۱ میلادی از منهتن در مجلس نمایندگان ایالات متحده نمایندگی کرد. در ۱۹۴۰ میلادی، وی در انتخابات مجلس سنا خود را نامزد کرد، اما از سوی متصدی سناتور جیمز ام. مید مغلوب گردید. در جریان پیکار انتخاباتی ۱۹۴۰، بارتون به یکی از هدف‌های مشهور رئیس‌جمهور فرانکلین دی. روزولت مبدل شد، کسی که برای بار سوم در انتخابات ریاست جمهوری نامزد بود و مخالفت وی را با اصطلاح «مارتین، بارتون و فیش!» تشخیص داده بود.

## زندگی‌نامه
بارتون در ۱۸۸۶ میلادی در رابینز، تنسی بدنیا آمده بود و فرزند یک روحانی کنگره‌گرا بود. وی در مناطق گوناگون ایالات متحده بزرگ شد، از جمله منطقه میترو در شیکاگو. بارتون در اوک پارک، ایلینوی بزرگ شد، جاییکه ده مایل از طریق راه‌آهن از مرکز شهر شیکاگو فاصله داشت.
پدر بروس بارتون، ویلیام ائی. بارتون، یک نویسنده پربار و کشیش راسخ مسیحی بود که برای بیش از ۲۰ سال به کلیسای نخست کنگره‌گرایان خدمت کرد. مادر بارتون، اِستر تریت بوشنل، معلم مدرسه ابتدائی و از نوادگان چندتن از رهبران استعماری کنتیکت، از جمله فرانسیس بوشنل، رابرت تریت و جان دیونپورت بود. خواهر و برادران بورتون مشتمل بود بر چارلز ویلیام بورتون (متولد ۱۸۸۷ میلادی)، هلن (متولد ۱۸۸۹ میلادی) و رابرت شاوموت بارتون (متولد ۱۸۹۴ میلادی). والدین بارتون، علاوه بر پذیرفتن یک دختر بچه آفریقایی-آمریکایی که مادرش از والدین بارتون خواسته بود تا از وی مراقبت نمایند، یک پسر بچه بنام وبستر بیتی را نیز در خانواده پذیرفتند.
خبرنگاری برای بارتون، حتی زمانی که کود بود، جذاب به نظر می‌رسید و زمانی که وی تنها نه سال داشت، در اوقات فراغت خود روزنامه می‌فروخت. بعدتر در سال‌های نوجوانی وی به عنوان ویراستار روزنامه دبیرستان خود کار کرده و پس از آن گزارشگر یک روزنامه محلی معروف به هفته‌نامه اوک پارک شد. بارتون همچنین به پیشبرد کسب‌وکار شربت افرای عموی خود کمک کرد و با همکاری وی این کسب‌وکار به موفقیت دست یافت.
بارتون نخست در جریان ۱۹۰۳ میلادی در کالج بریا (جاییکه پدر وی دوره کالج را به اتمام رسانده بود) پذیرفته شد، اما بعدتر خود را به کالج آمهرست در ماساچوست انتقال داده و در ۱۹۰۷ میلادی از آنجا فارغ‌التحصیل گردید.

### متصدی اعلانات
بارتون پیش از اینکه بنگاه تبلیغاتی بارتون، دورستاین و اوسبورن (بی‌دی‌او) را به‌طور مشترک در ۱۹۱۹ میلادی تأسیس نماید، به عنوان آگهی‌ساز و ویراستار مجله کار کرد. این بنگاه نه سال بعد با بنگاه جرج باتن ادغام یافته و به بنگاه باتن، بارتون، دورستاین و اوسبورن (بی‌بی‌دی‌او) تبدیل شد. بارتون در ۱۹۳۹ میلادی به‌جای روی اس. دورستاین رئیس بی‌بی‌دی‌او شده و تا ۱۹۶۱ میلادی در این سمت خدمت نمود، وی در این جریان به شرکای تجاری و کارمندان خود همکاری نموده و خیابان مدیسون در شهر نیویورک را به کعبه صنعت تبلیغات تبدیل نمود، تبلیغات سازمانی را برای شرکت‌های بزرگ آمریکایی رشد داد و بی‌بی‌دی‌او را به یکی از بزرگ‌ترین بنگاه‌های تبلیغاتی خلاق در ایالات متحده مبدل کرد.
علاوه بر سایر تبلیغات مشهور BBDO، بارتون شخصیت بیتی کراکر را ساخت. نامگذاری جنرال موتورز و جنرال الکتریک (و ساختن طراحی اولیه مدور نشان‌واره و شعار شرکت جنرال الکتریک) نیز و به وی نسبت داده می‌شود. بارتون همچنین از ۱۹۴۰ تا ۱۹۴۲ میلادی عضو هیئت منصفه جوایز پیبادی بود.

### سیاستمدار جمهوری‌خواه
بارتون که در ایام جوانی از خط‌مش‌های سیاسی ترقی‌خواهان حمایت می‌کرد، بعدها در ۱۹۱۹ میلادی به یکی از حامیان فعال حزب جمهوری‌خواه مبدل شده و بعدتر به عنوان مشاور حزب جمهوری‌خواه و چندین نامزد ریاست جمهوری جمهوری‌خواه، از زمان پیکار انتخاباتی کالوین کولیج در جریان دهه ۱۹۲۰ گرفته تا پیکار انتخاباتی دوایت آیزنهاور در جریان دهه ۱۹۵۰ میلادی، خدمت کرد. بارتون که از مخالفین سرسخت رئیس‌جمهور ایالات متحده فرانکلین دی. روزولت و برنامه نیو دیل بود، وی خدمات روابط عمومی خود را طی سال‌ها در خدمت چندین نامزد جمهوری‌خواه قرار داد. پس از مرگ نماینده دموکرات مجلس نمایندگان ایالات متحده در ۸ اوت ۱۹۳۷، بارتون در یک انتخابات ویژه برنده شده و باقیمانده دوره نماینده پیشین را خدمت کرد. در نهایت، بارتون برای دو دوره (۱۹۳۷ – ۱۹۴۱ میلادی) به عنوان نماینده حوزه انتخابیه منهتن در مجلس نمایندگان ایالات متحده خدمت نمود، هرچند وی در انتخابات ۱۹۴۰ مجلس سنای ایالات متحده نامزد شد، اما ناموفق بود. در جریان دوره خدمت خود در مجلس نمایندگان، بارتون از مخالفین سرسخت فرانکلین روزولت بود.

### نویسنده
بارتون که نویسنده تعدادی از پرفروشترین کتاب‌های راهنما بود، بیش از صدها مقاله در روزنامه‌های مشهور و ستون‌های روزنامه نوشت و به خوانندگان خود نصیحت‌ها و الهام‌های برای نائل شدن به نسخه‌ای از رؤیای آمریکایی خود بارتون ارایه می‌کرد که به‌طور گسترده متکی به پارچه‌های از زندگی خود بارتون به عنوان یک «بچه شهرستانی» و عقاید فرقه‌ای مسیحی همراه با ستایش‌های از برخی رهبران کسب‌وکار و صنعت آمریکایی («خدمات») بود.

#### مردی که هیچ‌کس نمی‌شناسد
بارتون در طول حرفه نویسندگی گوناگون خود، داستان‌های زیادی مسیحی از انجیل را پیشکش نموده بود که تاحدی بخاطر اعتقادات راسخ دینی وی بود. مورخی می‌نویسد: «بارتون به‌طور علاج ناپذیری به پیشرفت مادی، بهبود خودی، فردگرایی و اخلاقیات مسیحیت-یهودیت باورمند بود و هیچ‌یک از بحران‌های بنیادین که نسل وی آنرا پشت سر گذاشتند، نتوانستند روند معمول نویسندگی وی را به‌طور قابل توجهی تغییر دهند یا روی ظرفیت نوشته‌های وی برای بازتاب توده‌های آمریکایی تأثیر بگذارند و ظاهراً افراد خوشبین در سنت ترقی‌خواهی به‌طور مداوم خواهان شنیدن از وی بودند».
مشهورترین کتاب بارتون، مردی که هیچ‌کس نمی‌شناسد (۱۹۲۵ میلادی)، «آمیختهٔ ارتقاء بخش دین و کسب‌وکار» بود که در کنار «رسانه‌های جدید ارتباطی و تبلیغاتی»، زمینه «تغییر فرهنگی برای به نمایش گذشتن تعهدهای معنوی که زمانی به قلمروی زندگی خصوصی تعلق داشتند» را فراهم نموده و در همان حال، عشقی که از قبل نسبت به کسب‌وکار آمریکایی در دهه ۱۹۲۰ وجود داشت را چند برابر نمود. بارتون در این کتاب خود، مسیح را به عنوان یک مرد زنده در زندگی امروزی دهه ۱۹۲۰ تجسم نموده و مسیحی بیش از حد فروتن را که در آن زمان مردم به آن باور داشتند به باد انتقاد می‌گیرد. بارتون همچنین مسیحی را به عنوان یک مدیر کسب‌وکار «قوی و پرجذبه»، همانند خودش، به تصویر می‌کشد.
بارتون در چاپ ۱۹۲۵ کتاب مردی که هیچ‌کس نمی‌شناسد، عناوین فصل بحث‌برانگیزی را شامل می‌سازد که منتهی به کشف موضوعاتی می‌شود که در آن مسیح به عنوان یک تاجر معرفی شده‌است، مثلاً منتسب نمودن لقب «مدیر» مدرن به مسیح و اصل قراردادن اینکه مسیح «با تبلیغات» خود به‌طور بسیار اثرگذار ارتباط برقرار می‌نمود و همچنین تعظیم به مسیح به عنوان «بانی کسب‌وکار مدرن». در چاپ ۱۹۵۶ کتاب مردی که هیچ‌کس نمی‌شناسد، ویراستار بابز میریل متون بارتون را با اجازه وی «به‌طور گسترده تغییر می‌دهد» و ارجاعاتی به کسب‌وکار و تبلیغات را حذف می‌کند. ویراستار همچنین نقل قول‌های از افراد نامدار دهه ۱۹۲۰ مانند هنری فورد، جرج پرکینز و جیم جفریز را نیز حذف می‌نماید.